# Albinia-Nationalpark
Der Albinia-Nationalpark (englisch Albinia National Park) ist ein 73,5 Quadratkilometer großer Nationalpark in Queensland, Australien. Benannt ist er nach Albinia Downs einer Farm nördlich des Parks. Er gehört zur Bioregion Brigalow Belt South.

## Lage
Er liegt in der Region Fitzroy etwa 570 Kilometer nordwestlich von Brisbane und 240 Kilometer westlich von Rockhampton. Die nächstgelegene Stadt ist Emerald. Von hier erreicht man den Park über den Dawson Highway Richtung Süden. Etwa 50 Kilometer nach dem Ort Springsure und 15 Kilometer vor Rolleston verläuft der Highway auf 12 Kilometer Länge parallel zur nördlichen Grenze des Nationalparks. Im Park selbst gibt es weder Straßen noch Besuchereinrichtungen.
In der Nachbarschaft liegen außerdem die Nationalparks Carnarvon, Nuga Nuga, Expedition und Humboldt.

## Flora und Fauna
Der Albinia-Nationalpark schützt eine Graslandschaft im zentralen Hochland in Queensland. Grasland kommt auf fruchtbaren Lehmböden aus tertiärem Basalt und Schiefer aus dem Perm vor, was dazu führte, dass diese Gebiete für den Getreideanbau und die Viehzucht genutzt wurden. Die natürliche Graslandschaften werden in der Regel bis zu einem Meter hoch und bilden eine relativ dichte Grasschicht aus.
In der Vergangenheit war das Queensland Blue Grass (Dichanthium sericeum) die am weitesten verbreitete Grasart, wurde jedoch vom White Speargrass (Aristida leptopoda), der Native Millet (Panicum decompositum) und Yabila Grass (Panicum queenslandicum) verdrängt.
Das Grasland stellt ein wichtiges Habitat für zahlreiche Tiere dar, darunter Schmalfuß-Beutelmäuse, Flachkopf-Beutelmäuse, der Südliche Großflugbeutler und der Koala, ferner Reptilien, Amphibien und über 128 verschiedene Vogelspezies. Besonders häufig sind im Park dabei Flötenvögel (Gymnorhina tibicen), Schwarzkehl-Krähenstar (Cracticus nigrogularis), Nymphensittiche (Nymphicus hollandicus) und der Rotrücken-Staffelschwanz (Malurus melanocephalus).
Nördlich von Emerald schützt der Peak-Range-Nationalpark weitere 720 Hektar der ursprünglichen Graslandschaft in Zentralqueensland.